# Rentat a la pedra

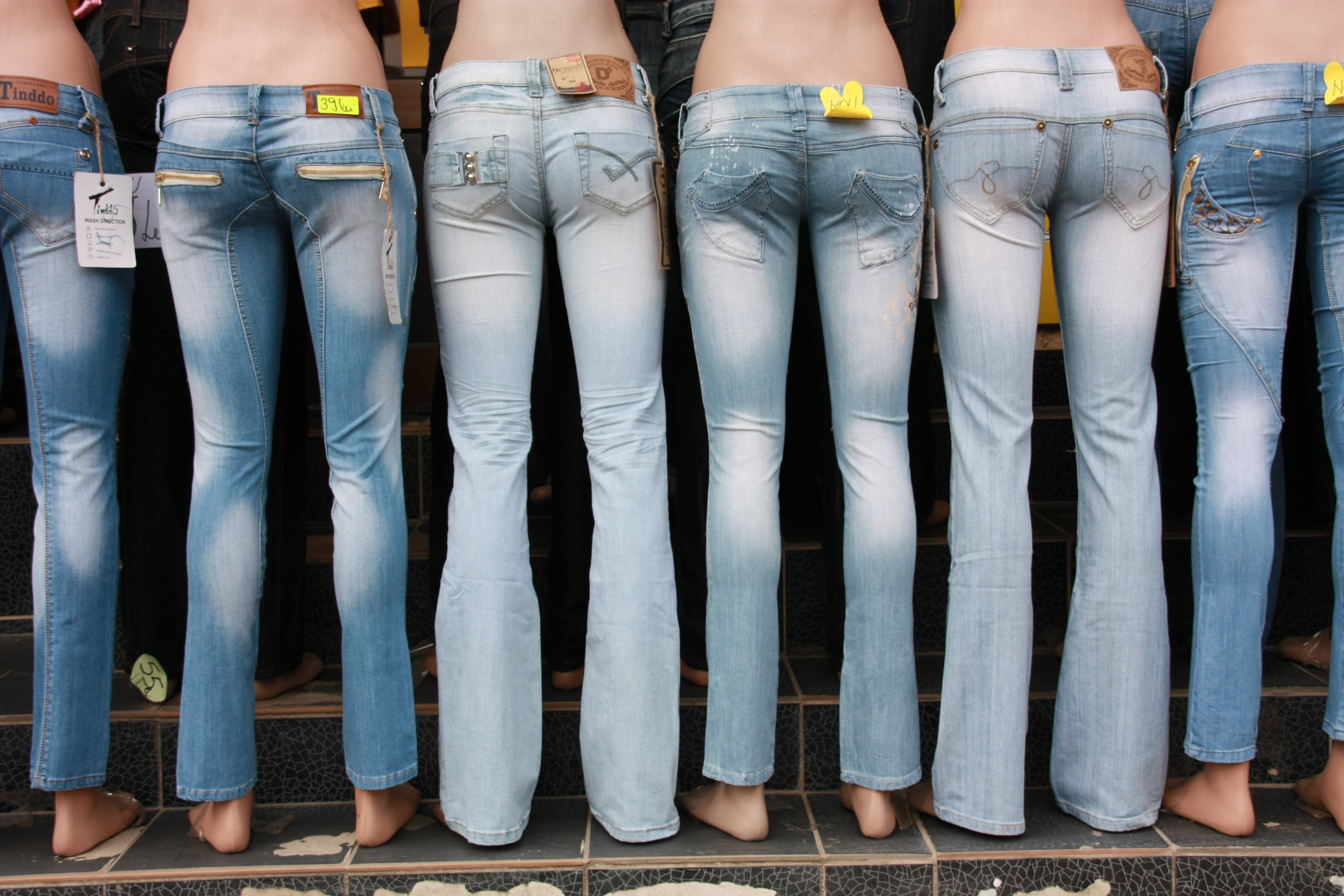
Texans rentats a la pedra

El rentat a la pedra és un procediment en la manufactura tèxtil utilitzat per a donar una aparença desgastada a teixits nous. A més d'un aspecte de moda o d'estètica, pot fer teixits rugósos i rígids com denim i llenç més suaus i flexibles.
Es procedeix en afegir pedres de pumicita al teixit en una rentadora industrial, així com productes químics. Diverses empreses pretenen haver inventat el procediment. Segons la Levi Strauss & Co., ha sigut un empleat de la manufactura Great Western Garment Co, posteriorment adquirida per la mateixa Levi's. L'inventor Claude Blankiet també reclama la paternitat així com l'empresa japonesa de distribució de texans Edwin.
La tècnica va rebre crítiques de moviments ecologistes quan les volums de pumicitat necessitats per la indústria cada vegada més van amenaçar paisatges a Itàlia, Grècia i Turquia, així com les muntanyes sagrades dels pobles indígenes d'Amèrica a Califòrnia, Arizona i Nou Mèxic.
Es van desenvolupar noves tècniques per a obtenir el mateix efecte visual. Es va utilitzar clor, (també lleixiu, sobretot utilitzat de manera casanera per a vellir texans pel moviment punk) o amb enzims com la cel·lulasa i d'altres que metabolitzen les fibres de cel·lulosa, originalment utilitzades en la indústria paperera i alimentària. Com procediments mecànics es va utilitzar el sorrejat per obtenir un aspecte molt usat amb forats, segons quina era la moda del moment. Aquesta tècnica també queda controvertida, per les condicions de treball molt dolents i les malalties pulmonàries (silicosi) com a conseqüència de la pols i de la poca protecció dels treballadors.